# Lišnice (zámek)
Lišnický zámek  je barokní zámek v severozápadní části obce Lišnice v okrese Most. Objekt je v soukromém majetku.

## Historie
V roce 1706 zdědili ves Lišnici Údrčtí z Údrče a od nich ji v roce 1818 koupil rytíř Jan Beníško z Dobroslavi. Ten vzápětí nechal postavit jednopatrový zámek, který byl v následujících obdobích několikrát přestavován. V roce 1848 vlastnili statek manželé Meroltovi a až do roku 1945 zámek několikrát změnil majitele, většinou měšťanského původu. Po druhé světové válce byly objekty znárodněny a v zámku se usídlilo zemědělské družstvo.
Od roku 1963 je chráněn jako kulturní památka.